# أندريه دوتل
أندريه دوتل (بالفرنسية: André Dhôtel) ولد في 1 سبتمبر 1900 بأتيني (الأردين) وتوفى في 22 يوليو 1991 بباريس. وهو كاتب فرنسي وأيضا روائي وشاعر وكاتب سيناريو. حصل على جائزة فيمينا الأدبية عام 1955.
{

## روابط خارجية
- أندريه دوتل على موقع IMDb (الإنجليزية)
- أندريه دوتل على موقع مونزينجر (الألمانية)